# سكيب مارلي
سكيب مارلي (بالإنجليزية: Skip Marley)‏ هو كاتب أغاني ومغن مؤلف ومغني جامايكي، ولد في 4 يونيو 1996 في كينغستون في جامايكا.

## وصلات خارجية
- الموقع الرسمي
- سكيب مارلي على موقع IMDb (الإنجليزية)
- سكيب مارلي على موقع ميوزك برينز (الإنجليزية)
- سكيب مارلي على موقع أول ميوزيك (الإنجليزية)
- سكيب مارلي على موقع ديسكوغز (الإنجليزية)